# Pont en arc sur la Lepenica à Kragujevac (n° 2)
Le pont en arc sur la Lepenica à Kragujevac (n° 2) (en serbe cyrillique : Лучни мост број два преко Лепенице у Крагујевцу ; en serbe latin : Lučni most broj dva preko Lepenice u Kragujevcu) est situé à Kragujevac, dans le district de Šumadija, en Serbie. Il est inscrit sur la liste des monuments culturels protégés de la république de Serbie (identifiant no SK 1487).

## Présentation
Le pont en arc no 2 forme un ensemble avec le pont en arc no 1,. Il a été construit en 1923 selon des plans de l'ingénieur du ministère de la Construction Vasa Novičić.
Il a été construit en béton armé et dispose d'une portée de 30 m. Le système de suspente consiste en un arc qui maintient un tablier à trois voies. La largeur totale du pont est de 11,65 m, dont 6,20 m pour la chaussée centrale et 1 m pour chacun des deux passages piétonniers latéraux.